# Koulnatenga
Koulnatenga est un village du département et la commune rurale de département de Kokologho (ou Kokologo), situé dans la province du Boulkiemdé et la région du Centre-Ouest au Burkina Faso.

## Géographie

### Démographie
- En 2003 le village comptait 674 habitants estimés[2].
- En 2006 le village comptait 710 habitants recensés[1].

## Santé et éducation
Le village possède une école primaire publique.